# František Víravský
František Víravský (3. prosince 1893, Halič – 12. března 1945, koncentrační tábor Dachau) byl za protektorátu ředitelem nemocenské pojišťovny. Od prvních dnů německé okupace Čech a Moravy se zapojil do ilegálního odbojového hnutí. František Víravský patřil dokonce mezi zakladatele ilegální odbojové organizace Petičního výboru „Věrni zůstaneme“ (PVVZ). Mimo jinou odbojovou činnost například obstarával léky pro parašutisty, kteří provedli atentát na Reinharda Heydricha. Po zatčení gestapem byl převezen do koncentračního tábora Dachau. Tady dne 12. března 1945 zemřel ve věku 51 let na následky „lékařských experimentů“ prováděných na vězních táborovými lékaři SS.

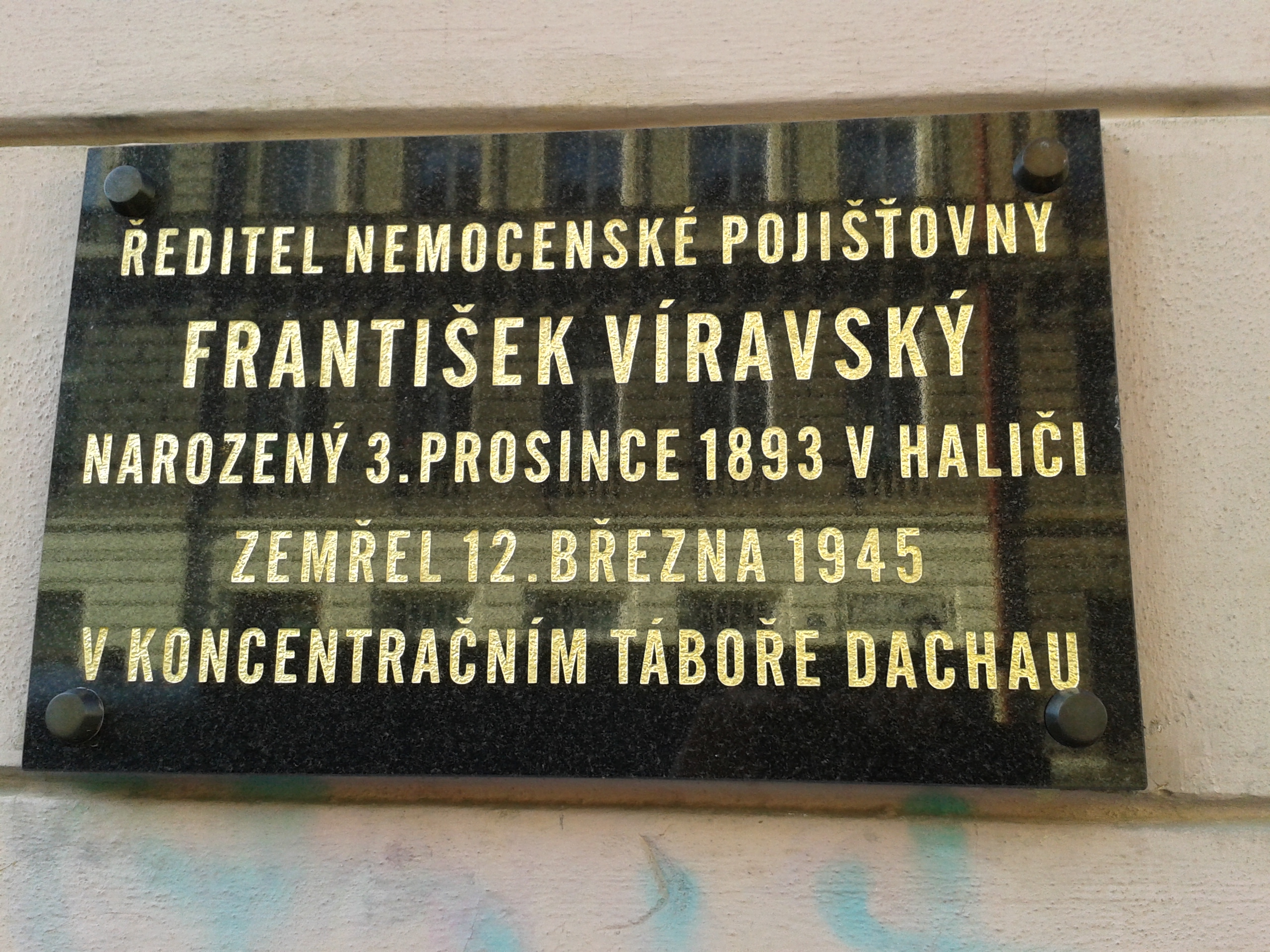
Pamětní deska na pražském Smíchově

Osobnost Františka Víravského připomíná pamětní deska. Ta byla slavnostně odhalena v únoru roku 2006. Je umístěna na vnější zdi domu na adrese: Pavla Švandy ze Semčic 80/20; 150 00 Praha 5 – Smíchov (adresa jeho posledního občanského bydliště). Na desce je nápis: „ŘEDITEL NEMOCENSKÉ POJIŠŤOVNY / FRANTIŠEK VÍRAVSKÝ / NAROZENÝ 3. PROSINCE 1893 V HALIČI, / ZEMŘEL 12. BŘEZNA 1945 / V KONCENTRAČNÍM TÁBOŘE DACHAU“.